# ۵۳۷ (قمری)
۵۳۷ (قمری)، پانصد و سی و هفتمین سال در گاهشماری هجری قمری است. اول محرم این سال برابر با سوم اوت سال ۱۱۴۲ میلادی است.

## زادگان
- نظامی گنجوی، شاعر و داستان‌سرای پارسی